# 志ん輔ショー
志ん輔ショー（しんすけショー）は、1984年4月4日から1999年4月3日までNHKのテレビ教育番組『おかあさんといっしょ』で放送されたバラエティコーナー。出演の落語家、古今亭志ん輔（旧名：古今亭朝太）の冠コーナーで、『志ん輔劇場（しんすけ げきじょう）』とも称されていた。

## 概要
コーナー開始当初は、まだ志ん輔が真打に昇進しておらず、高座名が朝太だったことから、『朝太ショー（ちょうたショー）』というコーナー名だった（1985年9月14日放送分まで）。出演途中の同年9月、志ん輔が真打に昇進したのに伴い、9月17日放送分よりコーナー名を『志ん輔ショー』に改題。
直前の人形劇（『にこにこぷん』→『ドレミファ・どーなっつ!』）終了後、志ん輔が一人で「ハイ、志ん輔です。」などと挨拶しコーナーが始まる。1993年度まで志ん輔は裸眼だったが、翌年度からは眼鏡をかけて出演した。
このコーナーでは志ん輔の他、加藤晃デザインによる間抜けなピンクの「ブタくん」と、星の模様がついたしっかり者の「ヘビくん」、お友達の「ワンちゃん」、というユニークなぬいぐるみキャラクターも出演していた。志ん輔とブタくん、ヘビくんの会話が人気を博したが、この会話は志ん輔が1人3役（志ん輔自身、ブタくん、ヘビくん）を演じた。
ミニアニメーションを挟んだ2部構成となっており、1部は窓枠のようなデザインの背景（1996年度にマイナーチェンジし、それまでのグレーのものからカラフルで明るいものに変更）をバックにある物事について語り始めたり、視聴者からの手紙やイラストを紹介するコーナーで、こちらは基本的に志ん輔が1人で進行した。2部では志ん輔が様々なキャラクターに変装したミニコントや、不思議な鏡で色々なものを色々な視点から見たり、あるものの一部分を見せてそれが何なのかを当てるクイズといったコーナーが行われた。時には、紙芝居や本業である落語を披露する回もあるなど、『おかあさんといっしょ』では珍しくバラエティ色が強いコーナーだった。
1985年頃には「そらタロウ」という赤い色の宇宙人キャラも登場した。体の大きさはブタくん・ヘビくんと同じぐらいだが、正式名称が「おもしろ宇宙人ピポパピポ・お菓子大好き夜間飛行の大天才・おっとどっこい出ベソのピーピー・そらタロウ」と異常に長く、毎度志ん輔が名指しの際に寿限無のように早口でフルネームを呼んでいた（単に「そらタロウ」だけのときもあった）。
『わたしはだれでショウ』などのクイズコーナーは、しっかり者のヘビくんがいつも正解し（正解すると志ん輔が大量の紙吹雪をまいて祝福）、ブタくんはいつも間違えてばかりでヘビくんに負けるというパターンが定番だった。『志ん輔ショー』の最終回では遂にブタくんがクイズに初正解し、コーナーを締めくくった。
『おかあさんといっしょ』の各種コーナーの中では、『パジャマでおじゃま』『はみがきじょうずかな』に次ぐ長期放送であり、志ん輔は番組出演期間が歴代最長となった。

## エピソード
志ん輔は当時のファミリーコンサートにおいても、当コーナーと同じように様々なキャラクターを演じていた。コンサートでは普段の『古今亭志ん輔』としてではなく、魔女の「マジョンナ」、音楽博士の「美空しどすけ」、カレンダー大王、悪魔の「アクマさん」といった、コンサートのキーパーソンとなるキャラクターを演じることが多かった。
本コーナーの落語の演目は子供向けの古典落語の他、子供にも分かりやすく楽しめるよう志ん輔自身が考案・製作したものがほとんどであり、コーナー末期になると次第に落語を演じる機会も増えていった。この落語で、当時見ていた子供が落語に興味を持ち、大人になって志ん輔の出演する高座・落語会などを見に来るなど、より幅広い世代が落語に興味を持つきっかけともなった。
『志ん輔ショー』終了後は、ミニ人形劇『スプーとガタラット』の時間に当てられていたが、『ぐ〜チョコランタン』に移行した2000年以降はおにいさんとおねえさんが司会の日替わりコーナーが放送されている。
コーナー終了から14年経った2013年1月4日放送の『おかあさんといっしょ 新春!初笑いスペシャル』にて、志ん輔が司会者として出演。ヘビくんとブタくんもお兄さんお姉さんのサポート役として登場し、共演が実現した。この中ではブタくんチーム（筋肉亭よしひさ・ぱんと亭りさ）とヘビくんチーム（歌い亭だいすけ・すまいる亭たくみ）による大喜利対決・クイズ対決が行われた他、ヘビくんとブタくんのデザイナーである加藤晃デザインのキャラクター「ナーニくん」（2008年より登場）とも共演を果たした。
2019年8月17日に放送された『おかあさんといっしょ 60周年スペシャル』での歴代コーナー特集は、『かめけんのお気に入りコーナー』として紹介され、1回分の再放送が行われた。